# Diecezja Garanhuns
Diecezja Garanhuns (łac. Dioecesis Garanhunensis) – diecezja Kościoła rzymskokatolickiego w Brazylii. Należy do metropolii Olinda i Recife wchodzi w skład regionu kościelnego Nordeste II. Została erygowana przez papieża Benedykta XV bullą Archidioecesis Olindensis et Recifensis w dniu 2 sierpnia 1918.